# Aarschot
Aarschot város Belgiumban, Flamand-Brabant tartományban. A Demer-folyó partján épült városnak 28 000 főnyi lakossága van. (2007. évi adat). A középkorban a posztógyártás központja volt Flandriában. Ma jelentősebb üzemek a textiliparban, a söriparban és az elemgyártásban tevékenykednek a város területén. A város fontos vasúti csomópont a Tongeren-Brüsszel-Gent-Brugge-Knokke vonalon. Továbbá vasúti kapcsolata van Antwerpen és Liège felé. Vasútállomásán naponta kb. 240 vonat közlekedik.

## Nevezetességek
- az 1259-ben alapított begina-udvar
- 17. századi épületek
- Gótikus stílusban épült Boldogasszony-templom, ami a 13-15. században épült